# ソゥルヘイマ氷河
ソゥルヘイマ氷河(アイスランド語：Sólheimajökull)は、アイスランド南部の氷河で、カトラ火山とエイヤフィヤトラ氷河の間に位置する。
ミールダルス氷河の一部であり、規模や交通利便性から人気の観光地である。
年間平均気温の上昇によって、融解が進んでいる。